# Kikoš
Kikoš (mađ. Kékesd, nje. Kikisch) je selo u južnoj Mađarskoj.
Zauzima površinu od 8,11 km četvornih.

## Zemljopisni položaj
Nalazi se na 46°6' sjeverne zemljopisne širine i 18°28' istočne zemljopisne dužine, istočno od Pečuha. Setržebet je 1 km zapadno, Seluv je 2 km južno. Palija je 4 km sjeverno, Szilágy je 7 km zapadno.

## Upravna organizacija
Upravno pripada Pečvarskoj mikroregiji u Baranjskoj županiji. Poštanski broj je 7661.

## Stanovništvo
Kikoš ima 215 stanovnika (2001.). 
| !God. | Broj st. |
| 1869. | 500      |
| 1990. | 228      |
| 2001. | 215      |
| 2002. | 212      |
| 2003. | 208      |
| 2006. | 208      |

## Vanjske poveznice
- (mađ.) Kékesd Önkormányzatának honlapja
- Kikoš na fallingrain.com